# Królewskie Tajskie Siły Powietrzne
Królewskie Tajskie Siły Powietrzne (taj. (trans.) Kong Thab Akat Thai, ang. Royal Thai Air Force; w skrócie RTAF) – wojska lotnicze Królestwa Tajlandii, jedna z trzech formacji tamtejszych Sił Zbrojnych. Istnieją od 1913 roku (poprzednio jako lotnictwo Królestwa Syjamu).

## Historia

### Lata 1920-1940
Na przełomie lat 20. i 30. główne wyposażenie stanowiły myśliwce Nieuport-Delage NiD 29 i lekkie bombowce Breguet 14. W 1933 lotnictwo składało się z 9 dywizjonów. W październiku tego roku część lotnictwa wzięła udział w próbie puczu monarchistycznego. W połowie lat 30. lotnictwo przestawiło się na nowy sprzęt produkcji USA, przede wszystkim dwupłatowe myśliwce Curtiss Hawk III z chowanym podwoziem i samoloty rozpoznawcze i szturmowe Vought V-93 Corsair. Te dwa typy były także produkowane na licencji w Syjamie. W 1937 zakupiono 6 średnich dwusilnikowych bombowców Martin 139WSM, a w 1939 pojawiły się jednopłatowe myśliwce Curtiss Hawk 75N (12 sztuk).
W marcu 1939 lotnictwo miało 130 samolotów bojowych: 48 myśliwców, 6 średnich bombowców i 86 samolotów rozpoznawczo-bombowych, w 13 dywizjonach, wchodzących w skład 5 skrzydeł (Kong Bin Noi). Dywizjon etatowo posiadał 9 samolotów bojowych i 3 rezerwowe. W 1939 roku nazwę kraju zmieniono z Syjamu na Tajlandię. We wrześniu 1940 lotnictwo było zorganizowane w 14 dywizjonów, w tym 6 myśliwskich, 1 bombowy, 4 obserwacyjne i 3 szturmowe. W związku ze wstrzymaniem dostaw zamówionych nowych samolotów z USA w październiku 1940 roku, Tajlandia zakupiła w Japonii w listopadzie 24 lekkie bombowce Mitsubishi Ki-30, które utworzyły dwa dalsze dywizjony, i w grudniu 8 średnich Mitsubishi Ki-21. Lotnictwo tajskie wzięło aktywny udział w wojnie z Francją w grudniu 1940 i styczniu 1941 roku, bombardując terytorium Indochin, doszło też do kilku walk powietrznych. Lotnictwo Tajlandii zgłosiło 5 zwycięstw w powietrzu i zniszczenie 17 samolotów na ziemi, a lotnictwo francuskie – 4 zwycięstwa i zniszczenie 15 samolotów na ziemi (Tajlandia przyznała utratę 3 samolotów w walkach powietrznych, 5–10 zniszczonych na ziemi i jednego zdobytego po przymusowym lądowaniu).

### Po II wojnie światowej
W 1966 roku dostarczono pierwsze F-5, jako szkolno-bojowe F-5B. Do końca 1967 roku dotarło 12 sztuk F-5A, a między 1971-73 kolejne 10. Zakupiono również 5 sztuk RF-5A. Odbywało się to w ramach rozliczeń za korzystanie z tajlandzkich baz lotniczych. Otrzymano również pojedynczy F-6C utracony w 1988 roku oraz dwa malezyjskie F-5B w 1982 roku. Starsze samoloty wycofano w 2000 roku, a pozostawiono późniejsze partie F-5E/F i dwa F-5B. Najstarszy F-5B który był pierwszym samolotem tej wersji (numer seryjny: 63-8438) został wycofany 18 grudnia 2007 roku. 
Pod koniec 2010 roku liczyły 45 000 osób personelu i posiadały 315 statków powietrznych, w tym 184 uzbrojone. W ramach prowadzonego obecnie programu modernizacyjnego RTAF kupiły dwanaście szwedzkich myśliwców wielozadaniowych Saab JAS 39 Gripen, wraz z dwoma samolotami wczesnego ostrzegania Saab 340 AEW&C (z radarami Erieye) i pociskami RBS-15F oraz modernizuje 18 General Dynamics F-16 Fighting Falcon. Wykorzystywana obecnie flota to mozaika maszyn z wielu krajów, głównie USA i Europy.

## Wyposażenie

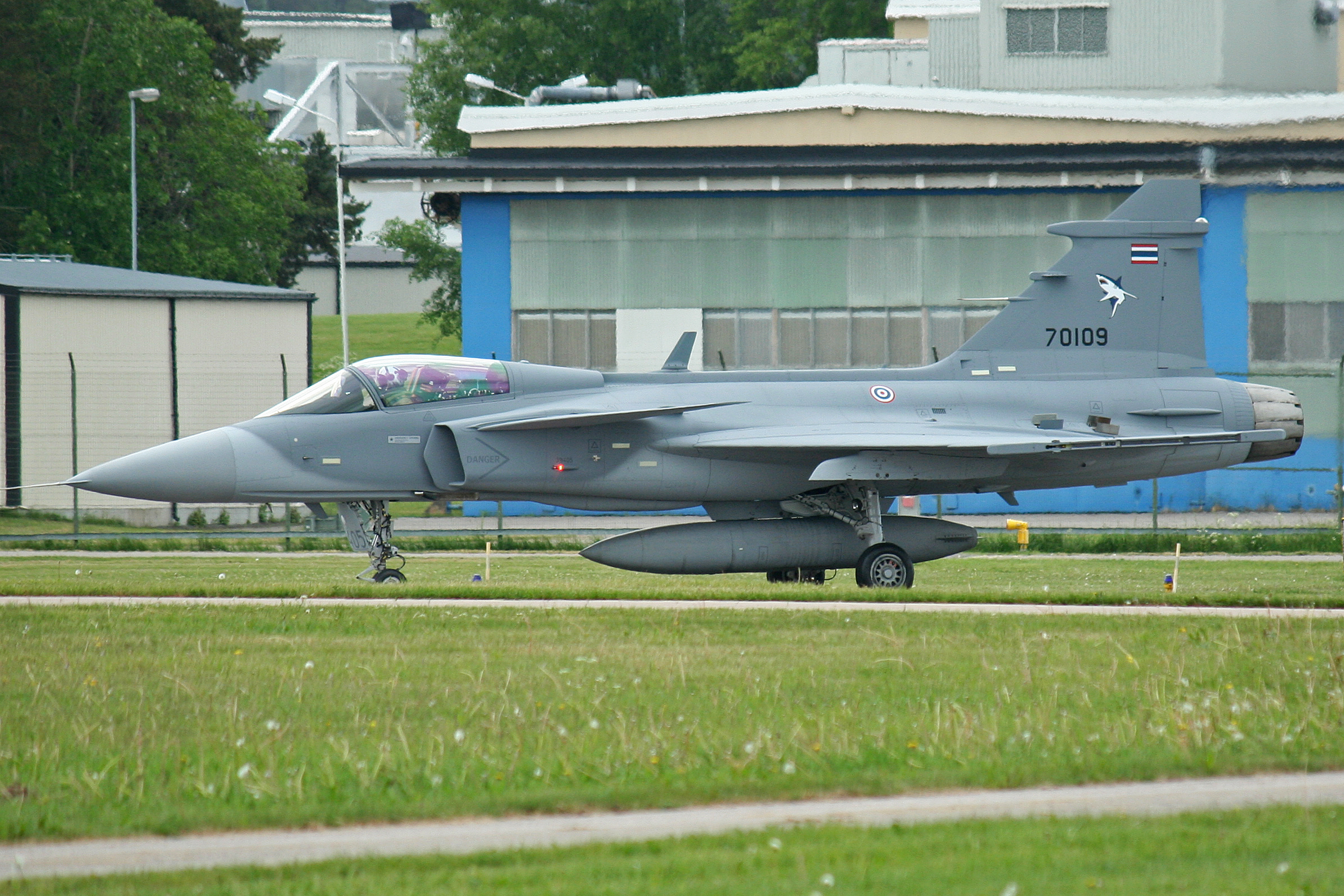
Jas 39C Gripen
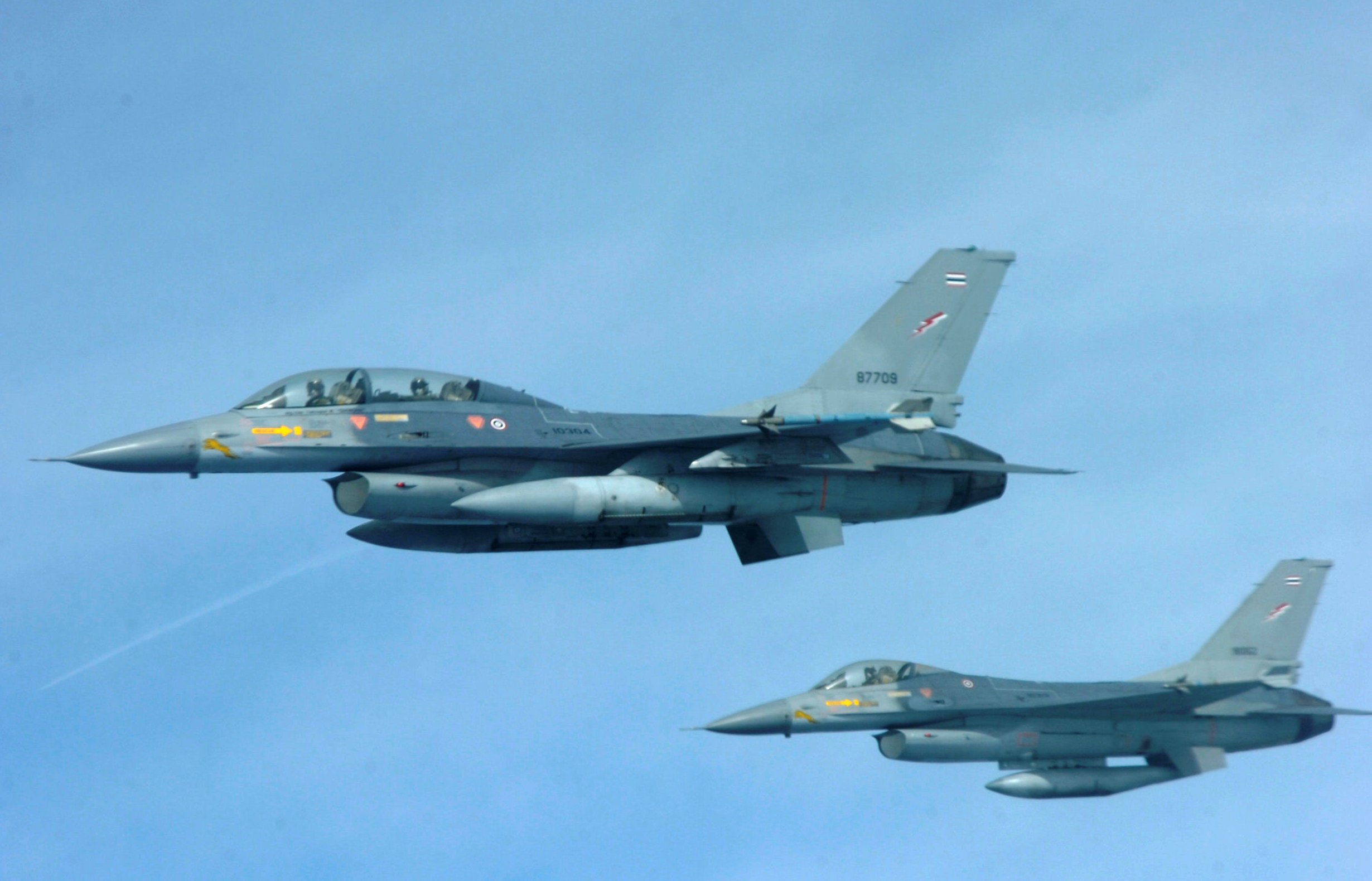
F-16A/B Fighting Falcon
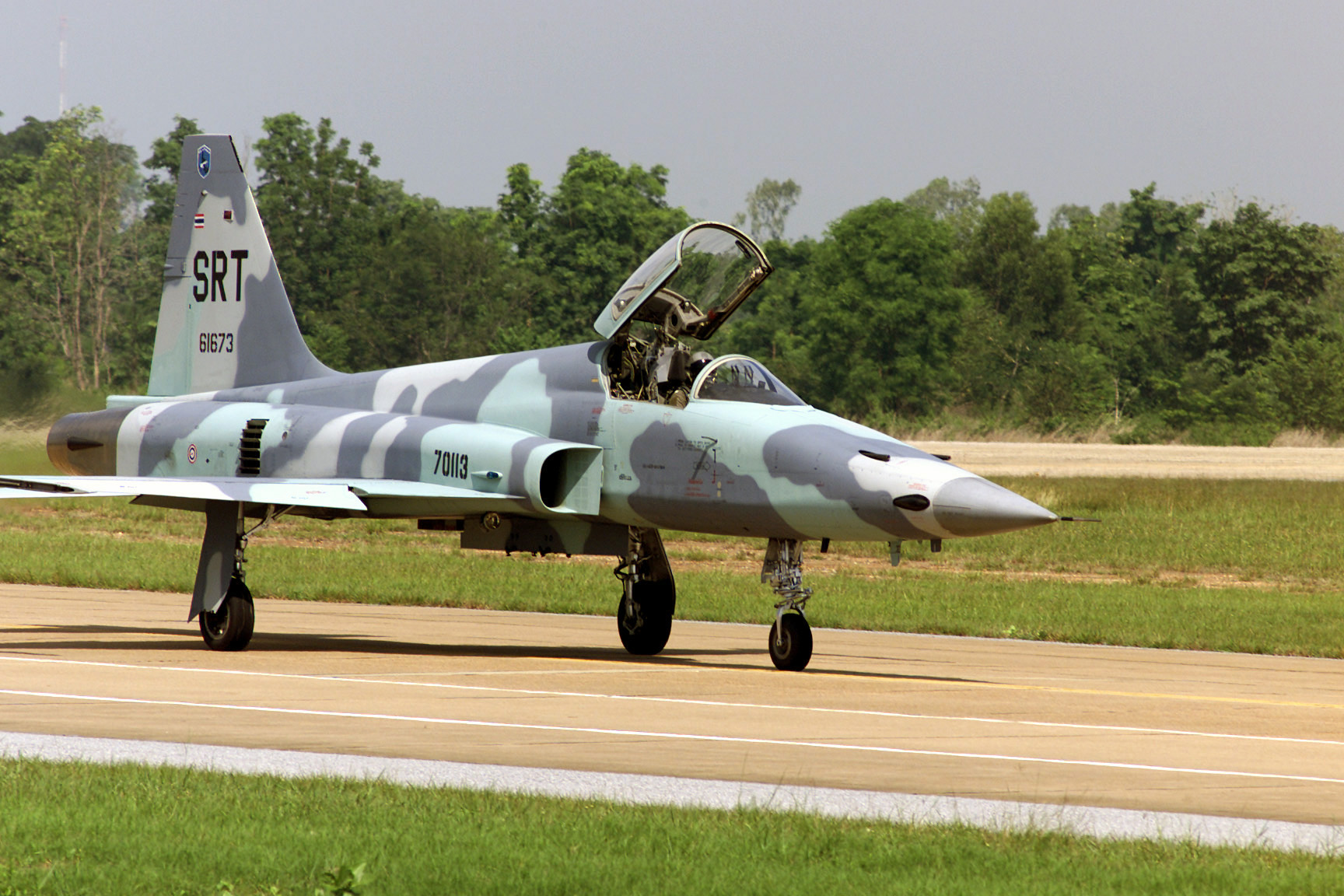
Northrop F-5E Tiger II
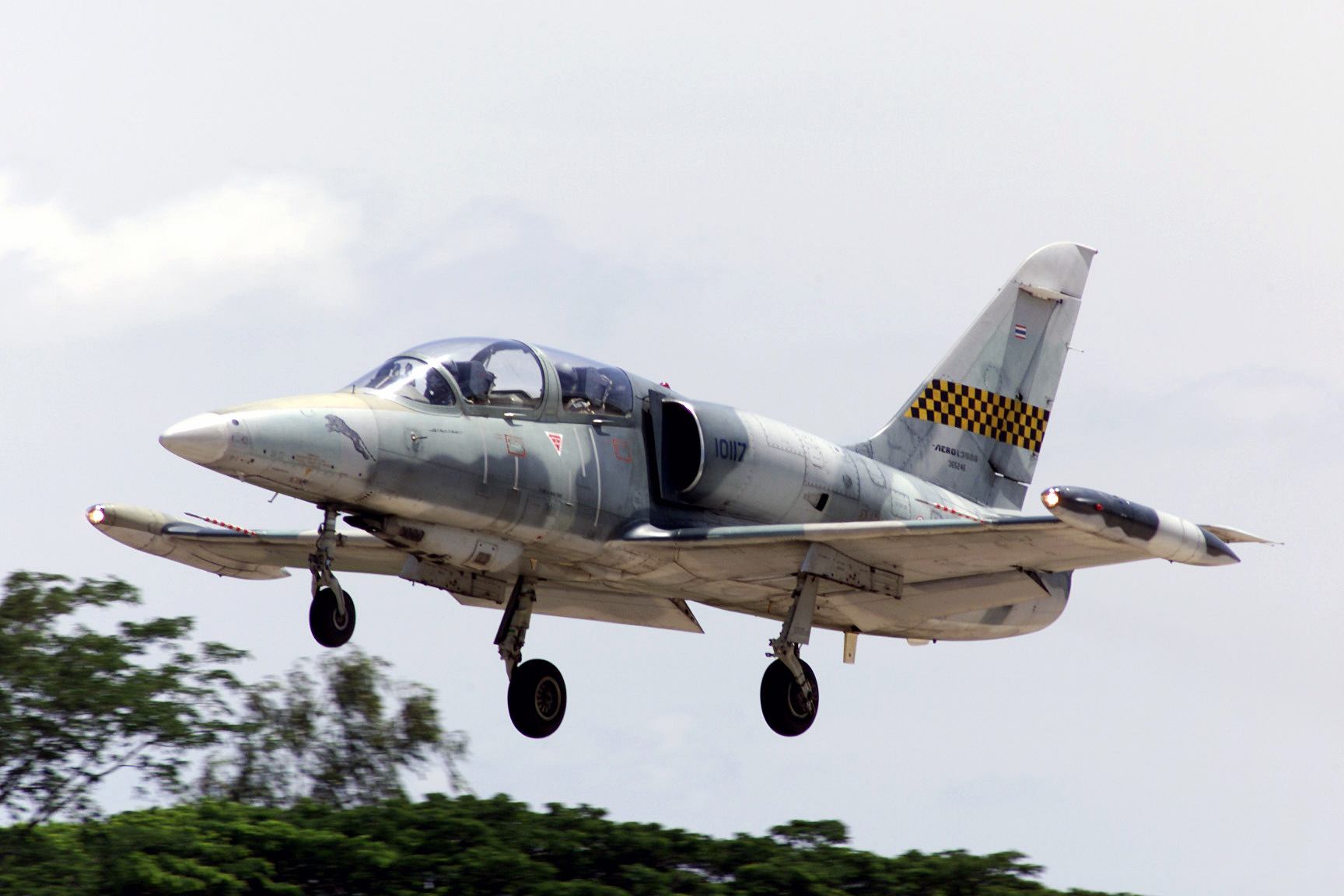
Aero L-39ZA Albatros
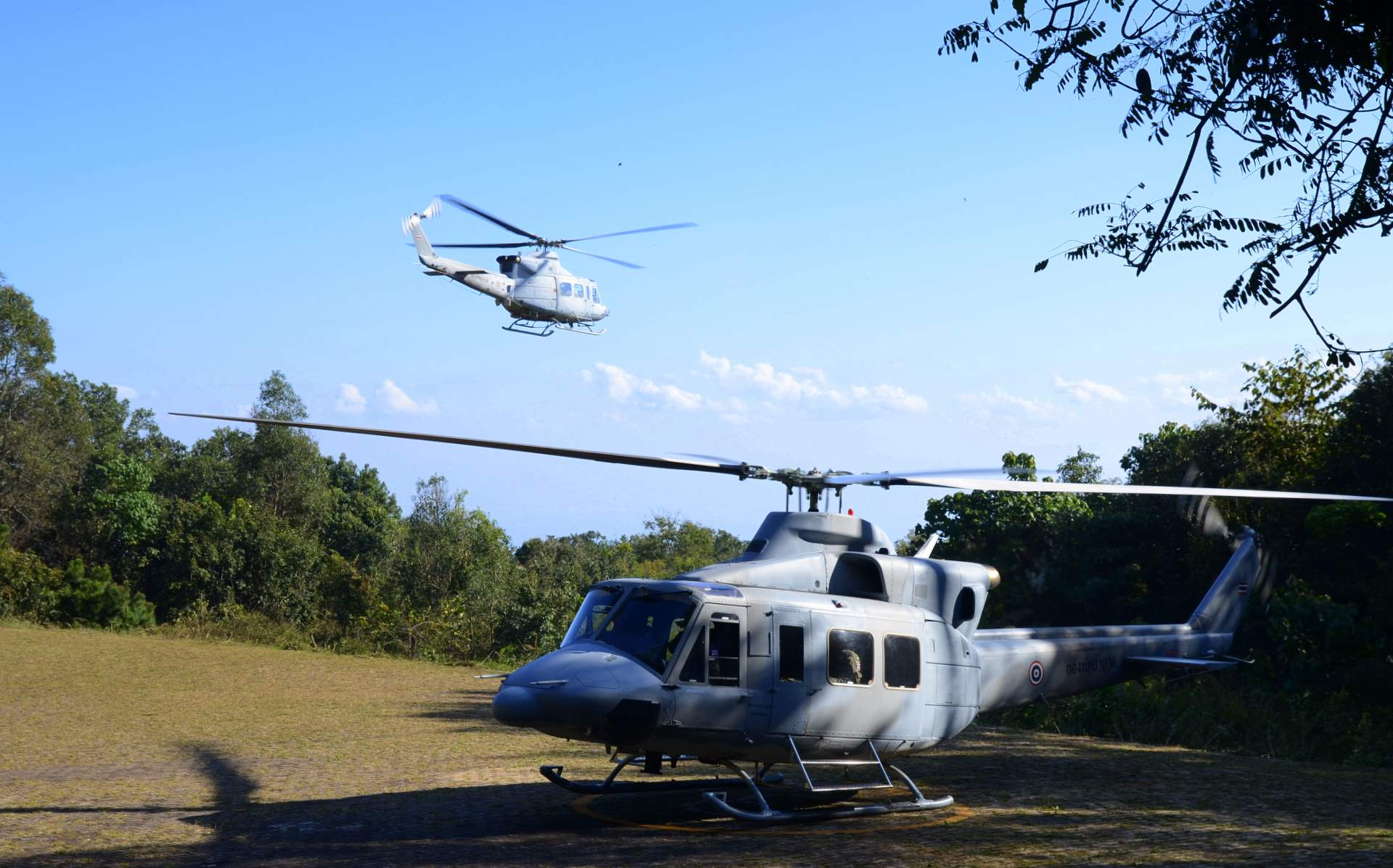
Bell 412

### Obecne
| Samolot                              | Producent         | Typ                         | Wersja                                                                      | Liczba sztuk    | Uwagi |                 |                 |
| Samoloty bojowe                      | Samoloty bojowe   | Samoloty bojowe             | Samoloty bojowe                                                             | Samoloty bojowe | Samoloty bojowe | Samoloty bojowe | Samoloty bojowe |
| ------------------------------------ | ----------------- | --------------------------- | --------------------------------------------------------------------------- | --------------- | --- | --------------- | --------------- |
| Saab JAS 39 Gripen                   | Szwecja           | myśliwiec wielozadaniowy    | JAS 39C JAS 39D                                                             | 7 4             | 4 Gripen D i 2 Gripen C dostarczono w 2011, 6 Gripenów C w 2013. Jeden JAS 39C rozbił się podczas pokazów lotniczych w Hat Yai.                                                                         |                 |                 |
| Lockheed Martin F-16 Fighting Falcon | Stany Zjednoczone | myśliwiec wielozadaniowy    | F-16A Block 15 OCU F-16B Block 15 OCU F-16A Block 15 ADF F-16B Block 15 ADF | 27 14 13 1      | Ogółem 55 z 59 dostarczonych (36 nowych w latach 1988-95, 16 ex-USA 2002-03, 7 ex-singapurskich w 2004), 18 F-16 modernizowanych do Block 20 MLU, utracono 2 F-16A Block 15 OCU i 2 F-16A Block 15 ADF. |                 |                 |
| Northrop F-5 Tiger II                | Stany Zjednoczone | lekki myśliwiec             | F-5T Tigris F-5E Tiger II F-5F Tiger II                                     | 14 ~10 ~5       | Zmodernizowane przez Izrael, przenoszą ppk Python 3. F-5E zastępowane przez JAS 39C Wersja treningowa, F-5B zastąpiony przez JAS 39D                                                                    |                 |                 |
| KAI T-50 Golden Eagle                | Korea Południowa  | szkolny                     | T-50TH                                                                      | 0/4             | Zastąpią maszyny Aero L-39 Albatros. |                 |                 |
| Aero L-39 Albatros                   | Czechosłowacja    | szkolno-bojowy odrzutowiec  | L-39ZA/ART                                                                  | 36              | Zmodernizowane przez Izrael, przenoszą AIM-9P. |                 |                 |
| Dassault/Dornier Alpha Jet           | Niemcy            | szkolno-bojowy odrzutowiec  | Alpha Jet A                                                                 | 19              | Ex-Luftwaffe, jeden utracono, pięć innych to skarbnica części. |                 |                 |
| Samoloty rozpoznawcze                |                   |                             |                                                                             |                 | |                 |                 |
| GAF Nomad                            | Australia         | rozpoznanie i obserwacja    | Nomad N.22B                                                                 | 19              | zmodernizowane przez Thai Aviation Industry |                 |                 |
| Learjet 35                           | Stany Zjednoczone | rozpoznawczy                | Learjet 35A                                                                 | 1               | jeden z dwóch dostarczonych utracono |                 |                 |
| IAI Arava                            | Izrael            | patrolowy                   | IAI 201                                                                     | 6               | |                 |                 |
| Pilatus AU-23A Peacemaker            | Szwajcaria        | lekki samolot szturmowy     | AU-23A                                                                      | 16              | Uzbrojone Pilatus PC-6, ex-USAF |                 |                 |
| Saab 340 AEW&C Erieye                | Szwecja           | wczesne ostrzeganie i dozór | S-100B Argus                                                                | 2               | |                 |                 |
| Aeronautics Aerostar                 | Izrael            | BSL                         |                                                                             | 1               | od 2011 |                 |                 |
| Samoloty transportowe                |                   |                             |                                                                             |                 | |                 |                 |
| Saab 340                             | Szwecja           | lekki samolot transportowy  | Saab 340                                                                    | 1               | |                 |                 |
| Lockheed C-130 Hercules              | Stany Zjednoczone | średni samolot transportowy                            | C-130H C-130H-30                                                            | 6 6             | modernizowane przez Thai Aviation Industry |                 |                 |
| Basler BT-67                         | Stany Zjednoczone | wielozadaniowy              | BT-67                                                                       | 8               | Zmodernizowane Douglas C-47 Dakota, specjalistyczne wersje gaśnicze i zasiewania chmur. |                 |                 |
| Aeritalia G.222                      | Włochy            | lekki samolot transportowy  |                                                                             | 6               | |                 |                 |
| ATR 72                               | Francja           | lekki samolot transportowy  | ATR-72-500                                                                  | 4               | |                 |                 |
| Boeing 737                           | Stany Zjednoczone | transport pasażerski        | B737-8Z6                                                                    | 1               | transport rodziny królewskiej |                 |                 |
| Airbus A310                          | Francja           | transport pasażerski        | A310-300                                                                    | 1               | transport wojskowych |                 |                 |
| Airbus A320                          | Francja           | transport pasażerski        | A319-115X CJ                                                                | 1               | transport rządu |                 |                 |
| Samoloty szkolno-treningowe          |                   |                             |                                                                             |                 | |                 |                 |
| Pacific Aerospace CT/4               | Nowa Zelandia     | szkolenie wstępne           | CT-4A/E                                                                     | 20              | z 24 |                 |                 |
| Cessna T-41 Mescalero                | Stany Zjednoczone | szkolenie wstępne           | T-41D                                                                       | 6               | szkolenie cywilne |                 |                 |
| Pilatus PC-9                         | Szwajcaria        | szkolenie podstawowe        | PC-9M                                                                       | 22              | zmodernizowane przez Thai Aviation Industry |                 |                 |
| Diamond DA42                         | Austria           | szkolenie podstawowe        | DA42                                                                        | 6               | przeszkolenie na maszyny wielosilnikowe |                 |                 |
| Śmigłowce                            |                   |                             |                                                                             |                 | |                 |                 |
| Airbus EC725                         | Francja           | śmigłowiec SAR              |                                                                             | 4               | Zamówiono 6. |                 |                 |
| Bell UH-1 Iroquois                   | Stany Zjednoczone | śmigłowiec użytkowy/CSAR    | UH-1H                                                                       | 18              | planowane szybkie wycofanie |                 |                 |
| Sikorsky S-92 Superhawk              | Stany Zjednoczone | śmigłowiec pasażerski       | S-92                                                                        | 3               | od 2011, transport rodziny królewskiej |                 |                 |
| Bell 412                             | Kanada            | śmigłowiec pasażerski       | 412EP/SP                                                                    | 8               | transport VIP |                 |                 |

### Wycofane

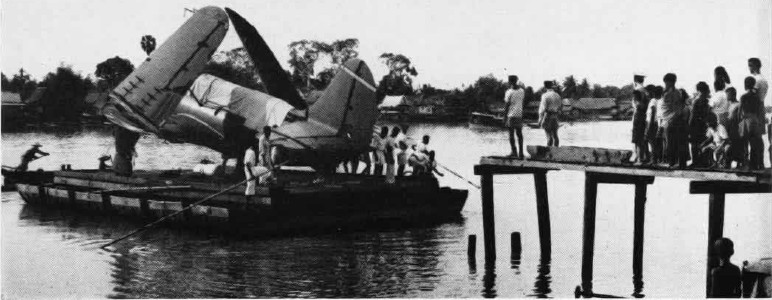
Curtiss SB2C-5 Helldiver (1955)
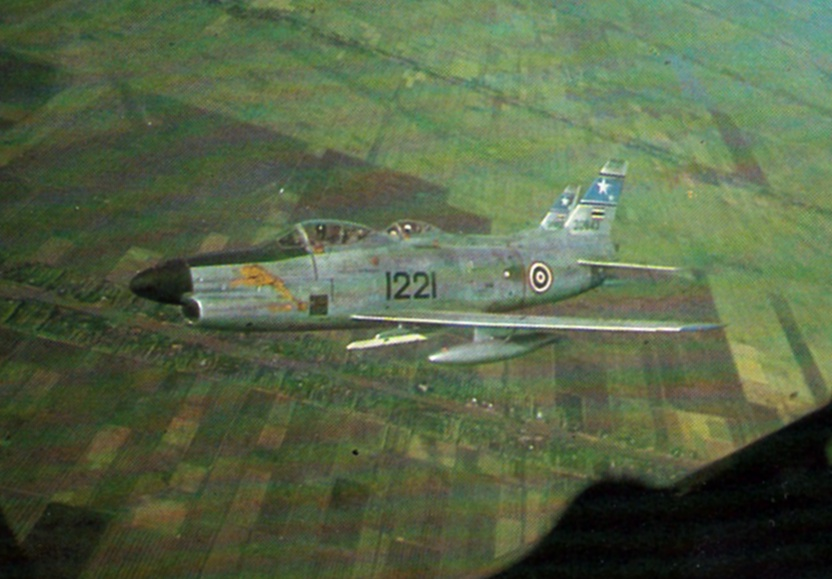
North American F-86L Sabre (1966)
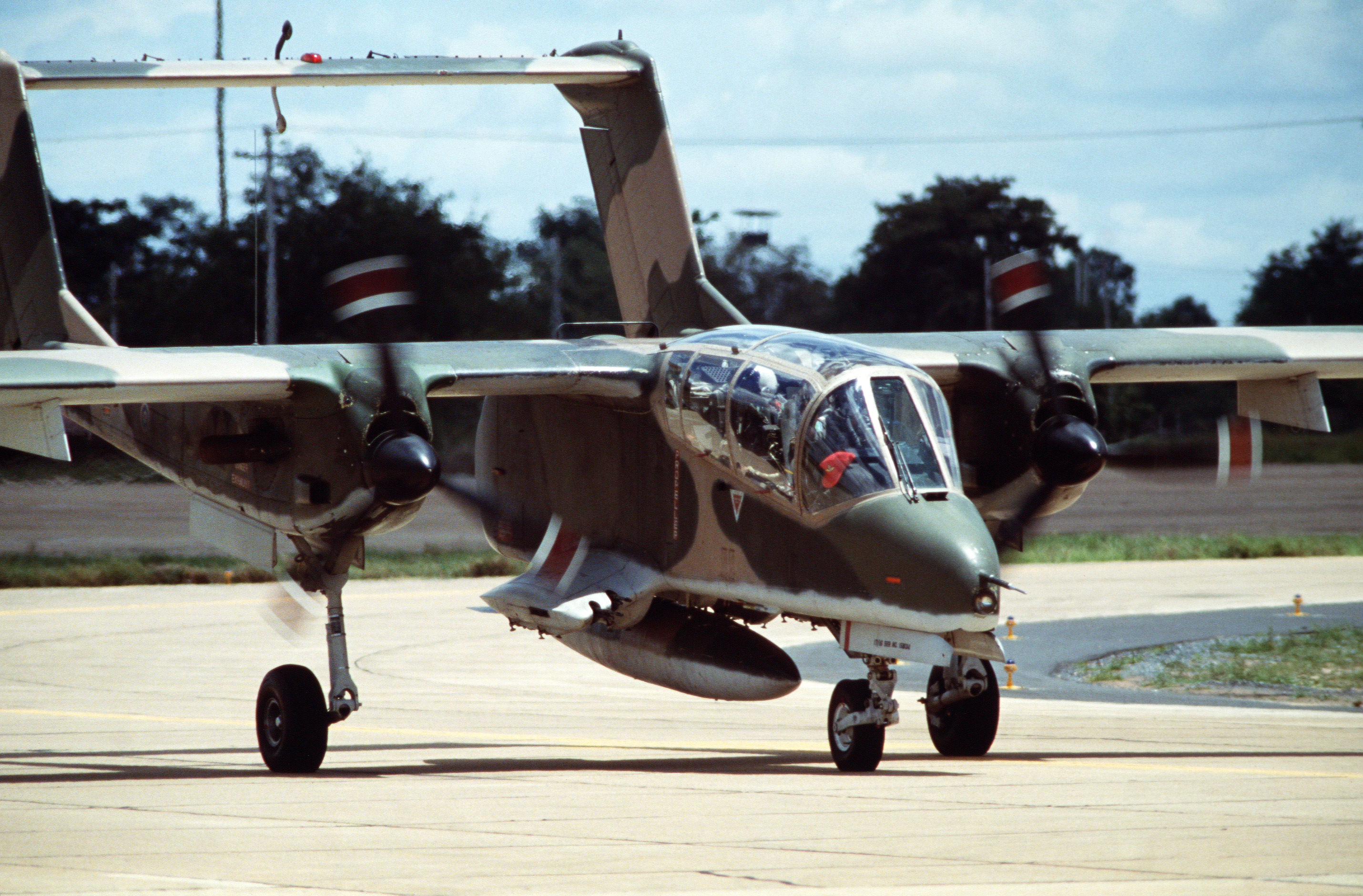
North American OV-10A Bronco (1987)
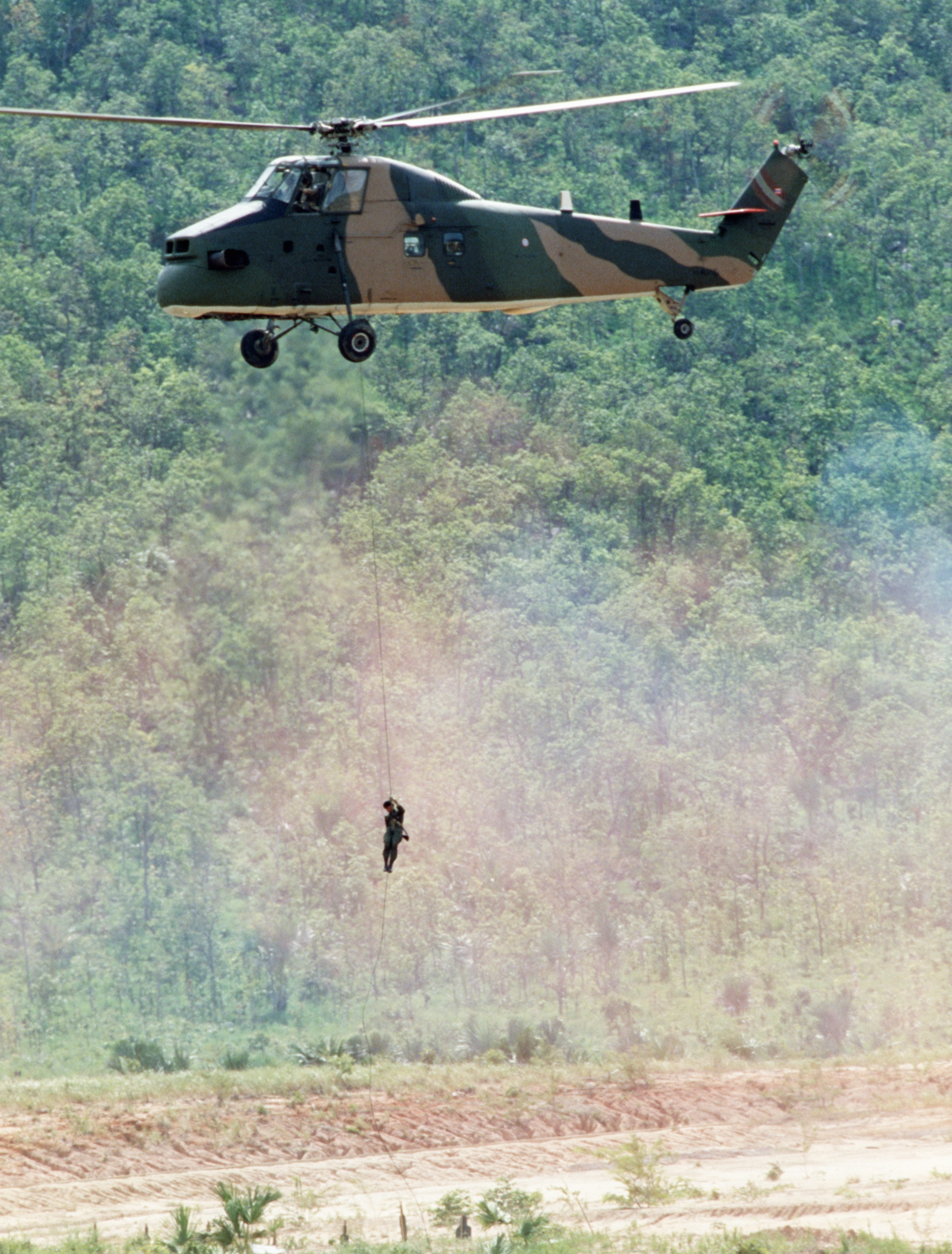
Sikorsky S-58T (1987)

| Samolot                      | Producent          | Typ                        | Wersja          | Liczba sztuk | Uwagi                                                                            |
| ---------------------------- | ------------------ | -------------------------- | --------------- | ------------ | -------------------------------------------------------------------------------- |
| Nieuport                     | Francja            | myśliwiec                  |                 |              | Pierwszy samolot RTAF.                                                           |
| Curtiss BF2C Goshawk         | Stany Zjednoczone  | myśliwiec                  | 68B Hawk III    | 24           | Pierwszy myśliwiec RTAF, wykorzystany bojowo (przeciwko Potez XXV).              |
| Vought O2U Corsair           | Stany Zjednoczone  | myśliwiec                  |                 | 70           | walczyły z samolotami Francuskich Sił Powietrznych.                              |
| Nakajima Ki-27               | Japonia            | myśliwiec                  |                 |              | 2 eskadry walczyły z USAAF w czasie II wojny światowej.                          |
| Nakajima Ki-43               | Japonia            | myśliwiec                  |                 |              | walczyły z USAAF w czasie II wojny światowej.                                    |
| Beechcraft Model 18          | Stany Zjednoczone  | samolot transportowy       |                 |              | 1947–1971.                                                                       |
| Supermarine Spitfire         | Wielka Brytania    | myśliwiec                  |                 |              | 2 eskadry po II wojnie światowej.                                                |
| Curtiss SB2C Helldiver       | Stany Zjednoczone  | samolot szturmowy          | SB2C-5          |              | Ex-USA.                                                                          |
| Douglas C-54 Skymaster       | Stany Zjednoczone  | samolot transportowy       | SB2C-5          | 8            | Ex-USA, w służbie od 1950.                                                       |
| North American T-6 Texan     | Stany Zjednoczone  | samolot szkolny            |                 | 138          | Ex-USA, w służbie od 1950.                                                       |
| Grumman F8F Bearcat          | Stany Zjednoczone  | myśliwiec                  | F8F-1(D)B       | 204          | Ex-USA, 1951–1963.                                                               |
| Sikorski H-5                 | Stany Zjednoczone  | śmigłowiec                 |                 |              | pierwszy śmigłowiec, 1951–1953.                                                  |
| Lockheed T-33 Shooting Star  | Stany Zjednoczone  | szkolno-bojowy odrzutowiec | T-33A           | 53           | pierwszy odrzutowiec, 1955–1995 (w 1983 dokupiono zmodernizowane ex-francuskie). |
| Republic F-84 Thunderjet     | Stany Zjednoczone  | myśliwiec szturmowy        | F-84G           | 30           | Ex-USA, w służbie w latach 1956–1963.                                            |
| North American F-86 Sabre    | Stany Zjednoczone  | myśliwiec                  | F-86F F-86L     | 40 17        | Ex-USA, w służbie od 1961, zastąpione przez Northrop F-5E/F.                     |
| Northrop F-5 Freedom Fighter | Stany Zjednoczone  | myśliwiec                  | F-5A RF-5A F-5B | 24 4         | Donacja USA, w latach 1966–2008.                                                 |
| Douglas AC-47 Spooky         | Stany Zjednoczone  | samolot wsparcia           |                 | 14           | Ex-USA, od 1973.                                                                 |
| North American OV-10 Bronco  | Stany Zjednoczone  | lekki samolot szturmowy    | OV-10C          | 32           | Używane od 1974.                                                                 |
| Cessna A-37 Dragonfly        | Stany Zjednoczone  | lekki samolot szturmowy    | A-37B           | 20           | Używane w latach 1971–2004 (8 przekazano Filipińskim Siłom Powietrznym).         |
| LTV A-7 Corsair II           | Stany Zjednoczone  | samolot szturmowy          | A-7E TA-7C      | 14 4         | Używane od 1995, wycofane około 2007.                                            |
| RFB Fantrainer               | Niemcy · Tajlandia | samolot szkolny            |                 |              |                                                                                  |

### Zapas amunicji
| Pocisk                            | Producent                     | Typ                              | Wersja                        | Liczba sztuk                  | Uwagi                         |                               |
| Kpr klasy powietrze-powietrze     | Kpr klasy powietrze-powietrze | Kpr klasy powietrze-powietrze    | Kpr klasy powietrze-powietrze | Kpr klasy powietrze-powietrze | Kpr klasy powietrze-powietrze | Kpr klasy powietrze-powietrze |
| --------------------------------- | ----------------------------- | -------------------------------- | ----------------------------- | ----------------------------- | ----------------------------- | ----------------------------- |
| AIM-120 AMRAAM                    | Stany Zjednoczone             | średniego zasięgu                | AIM-120C-5                    | 140                           | na F-16 ADF/MLU i JAS 39      |                               |
| Rafael Python                     | Izrael                        | krótkiego zasięgu                | Python-3/4                    | 40+                           | na F-16/F-5T                  |                               |
| IRIS-T                            | Niemcy                        | krótkiego zasięgu                |                               | 220                           | dla JAS 39 Gripen i F-16      |                               |
| AIM-9 Sidewinder                  | Stany Zjednoczone             | krótkiego zasięgu                | AIM-9J/P                      | 769                           |                               |                               |
| Kpr klasy powietrze-ziemia        |                               |                                  |                               |                               |                               |                               |
| AGM-65 Maverick                   | Stany Zjednoczone             | Pocisk naprowadzany telewizyjnie | AGM-65B/D/G                   | 800                           |                               |                               |
| Przeciwokrętowe pociski odrzutowe |                               |                                  |                               |                               |                               |                               |
| RBS-15                            | Szwecja                       | Przeciwokrętowy                  | RBS-15F                       | 48                            | dla JAS 39 Gripen             |                               |
| Bomby                             |                               |                                  |                               |                               |                               |                               |
| Paveway II                        | Stany Zjednoczone             | naprowadzane laserowo            | GBU-10/GBU-12/GBU-22          | 50                            |                               |                               |
| JDAM                              | Stany Zjednoczone             | naprowadzane przez INS/GPS       | GBU-31(V)1/B                  | ?                             | zestaw do Mk 84               |                               |
| JDAM                              | Stany Zjednoczone             | naprowadzane przez INS/GPS       | GBU-38/B                      | ?                             | zestaw do Mk 82               |                               |
| JDAM                              | Stany Zjednoczone             | naprowadzane przez INS/GPS       | GBU-54/B                      | ?                             | zestaw do Mk 82               |                               |
| Mk 81/Mk82/Mk84                   | Stany Zjednoczone             | niekierowane szybujące           | 113/227/909 kg                | 10000                         |                               |                               |

## Organizacja
| 201 Eskadra Śmigłowcowa (Gwardia Królewska) | 2  | Bell 412                                    | RTAFB Khok ka thiem       |
| 203 Eskadra Śmigłowcowa                     | 2  | Bell UH-1H                                  | RTAFB Khok ka thiem       |
| 102 Eskadra Myśliwska                       | 1  | Lockheed Martin F-16A/B(ADF)                | RTAFB Korat               |
| 103 Eskadra Myśliwska                       | 1  | Lockheed Martin F-16A/B OCU Block 15        | RTAFB Korat               |
| 601 Eskadra Transportowa                    | 6  | Lockheed Martin C-130H/H-30                 | RTAFB Bangkok             |
| 602 Eskadra Królewska (Gwardia Królewska)   | 6  | Airbus A310-300, A319, Boeing 737-800       | RTAFB Bangkok             |
| 603 Eskadra Transportowa                    | 6  | Alenia G.222, ATR72-500                     | RTAFB Bangkok             |
| 604 Eskadra szkolenia pilotów cywilnych     | 6  | CT-4A, T-41D                                | RTAFB Bangkok             |
| 211 Eskadra Myśliwska                       | 21 | Northrop F-5T Tigres                        | RTAFB Ubon Ratchathani    |
| 231 Eskadra Szturmowa                       | 23 | Dornier/Dassault Alpha Jet A                | RTAFB Udon Thani          |
| 401 Eskadra Szturmowa                       | 4  | Aero L-39ZA/ART Albatros                    | RTAFB Takhli              |
| 402 Eskadra Rozpoznawcza                    | 4  | Learjet 35, IAI Arava                       | RTAFB Takhli              |
| 403 Eskadra Myśliwska                       | 4  | Lockheed Martin F-16A/B OCU Block 15        | RTAFB Takhli              |
| 411 Eskadra Myśliwska                       | 41 | Aero L-39ZA/ART Albatros                    | RTAFB Chiang Mai          |
| 461 Eskadra Transportowa                    | 46 | GAF Nomad, Basler BT-67                     | RTAFB Phitsanulok         |
| 701 Eskadra Myśliwska                       | 7  | JAS 39 Gripen                               | RTAFB Surat Thani         |
| 702 Eskadra                                 | 7  | Saab 340/Saab 340 AEW                       | RTAFB Surat Thani         |
| 501 Eskadra Szturmowa                       | 5  | AU-23A Peacemaker                           | RTAFB Prachuap Khiri Khan |
| 904 Eskadra Agresorów                       | -  | Northrop F-5E                               | RTAFB Bangkok             |
| Eskadra Tango                               | -  | -                                           | RTAFB Chiang Mai          |
| 1 Eskadra Szkola                            | -  | Pacific Aerospace PAC CT/4E                 | RTAFB Kamphang Saen       |
| 2 Eskadra Szkola                            | -  | Pilatus PC-9M                               | RTAFB Kamphang Saen       |
| 3 Eskadra Szkola                            | -  | Bell 206B(struck off charge 1 October 2006) | RTAFB Kamphang Saen       |